# بخش سراجو
بخش سراجو یکی از بخش‌های تابعه شهرستان مراغه در استان آذربایجان شرقی در شمال غربی ایران است.

## تقسیمات کشوری
- بخش سراجو
  - دهستان سراجوی جنوبی
  - دهستان سراجوی شرقی
  - دهستان قوری چای غربی

شهرها: خراجو

## جمعیت
بنابر سرشماری مرکز آمار ایران، جمعیت بخش سراجو شهرستان مراغه در سال ۱۳۸۵ برابر با ۲۲۶۲۵ نفر بوده‌است.